# Snake It
Snake It (ook wel "Eat it!") is een computerspel dat in 1986 werd uitgebracht voor de MSX-computer. De speler speelt een slang die klavertjes kan eten. Elke keer als de slang iets eet groeit deze. Tegelijkertijd moet er objecten vermeden worden, zoals zijn eigen staart, vergiftigde paddenstoelen en de rand van het scherm. De bedoeling van het spel is een zo lang mogelijk slang maken. 